# Boris Pash
Boris Theodore Pash (20. června 1900 San Francisco, Kalifornie, USA – 11. května 1995 Greenbrae, Kalifornie, USA; rodným jménen Boris Fjodorovič Paškovskij rusky: Борис Фёдорович Пашковский) byl vojenský zpravodajský důstojník armády Spojených států. Během druhé světové války velel misi Alsos, jejímž cílem bylo zjistit, jak Německo pokročilo ve vývoji jaderných zbraní. Z armády odešel v hodnosti plukovníka.

## Mládí
Boris Fjodorovič Paškovskij se narodil v San Francisku v Kalifornii 20. června 1900. Jeho otcem byl Teodor Paškovskij (který se stal nejctihodějším metropolitou Theophilem v letech 1934 až 1950), duchovní Ruské pravoslavné církve a pozdější arcibiskup, který byl v roce 1894 poslán církví do Kalifornie. Jeho matka byla srbská Američanka Ella Dabovich, neteř Sevastijana Daboviće, mnicha, který také žil v Americe a byl po smrti kanonizován jako srbský pravoslavný světec. Otec Sevastijan celebroval na jejich svatbě.
V roce 1906 byl jeho otec odvolán do Ruska, zbytek rodiny se vrátil do Ruska v roce 1913.  
V letech 1916–1917 vstoupil i s otcem do řad ruské armády, s níž bojoval proti císařskému Německu a Rakousku-Uhersku v první světové válce. Během říjnové revoluce rodina uprchla do Simferopolu na Krymu, kde Boris pracoval pro YMCA. V únoru 1920 se připojil k Bílému námořnictvu v Černém moři, kde sloužil na křižníku General Kornilov. Za účast v akci proti bolševikům byl v březnu 1920 vyznamenán Křížem sv. Jiří čtvrté třídy.
Poté, co se 1. července 1920 oženil s Lydií Vladimirovnou Ivanovou, se rozhodl vrátit do Spojených států, protože konsolidace bolševické moci už byla zjevná.
Studoval na Springfield College ve Springfieldu, Massachusetts, kde v roce 1924 promoval jako bakalář tělesné výchovy.Během této doby změnil příjmení z Paškovskij na Pash. V roce 1939 získal titul Master of Science ve vzdělávání na Univerzitě Jižní Kalifornie. Připojil se k armádní rezervě Spojených států a v rámci výcviku získal certifikaci od FBI.

## Druhá světová válka

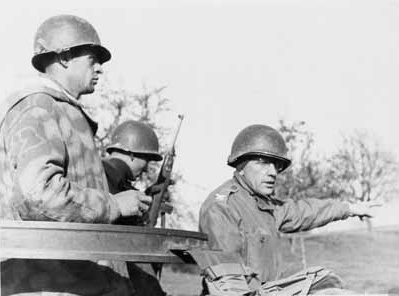
Boris Pash (vpravo) v dubnu 1945 s misí Alsos v Hechingenu

Pash byl povolán do aktivní služby v armádě v r oce 1940 a stal se šéfem kontrarozvědky na velitelství IX Corps Area v Presidio of San Francisco. V této roli se zapojil do mise na poloostrově Baja v roce 1942, která zkoumala možnost, že si Japonci během druhé světové války založili základnu v Mexiku.
Pash vyšetřoval podezření na sovětskou špionáž v Radiační laboratoři na Kalifornské univerzitě. Vyslechl zaměstnance včetně Roberta Oppenheimera, o kterém sice usoudil, že „může být stále spojen s komunistickou stranou“, ale nevěřil, že Oppenheimer je špión, doporučil však, aby jej v rámci projektu Manhattan doprovázeli agenti kontrarozvědky.
Nejznáměnší je jako velící důstojník mise Alsos, spojenecké operace založené na konci roku 1943 s cílem zjistit, jak daleko pokročila Osa směrem k vývoji jaderných zbraní. Úkolem bylo zmocnit se zařízení, materiálu a vědců souvisejících s německým jaderným výzkumem.

## Po válce
Po válce Pash sloužil v různých funkcích vojenské rozvědky. Sloužil pod generálem Douglasem MacArthurem v Japonsku v letech 1946 a 1947. Překazil sovětský pokus prosadit se v Japonsku prostřednictvím místní pravoslavné církve. Zorganizoval příchod biskupa Benjamina (Basalyga) na začátku ledna 1947, čímž si vliv v regionu zajistila Severoamerická metropole, spíše než tehdejší Sověty kontrolovaný Moskevský patriarchát.
Od roku 1948 do roku 1951 sloužil jako vojenský zástupce v CIA. V letech 1952 až 1953 sloužil jako plánovací důstojník speciálních sil u amerických sil v Rakousku. Jeho poslední dvě armádní působiště byla znovu v USA, nejdříve jako zástupce náčelníka štábu pro zpravodajství šesté armády (v letech 1953 až 1956) a později v kanceláři náměstka ministra obrany pro řízené střely ve Washingtonu, DC, od roku 1956 až do jeho odchodu z armády v roce 1957.  V roce 1954 svědčil v Oppenheimerově bezpečnostním slyšení a přopomněl obavy, které měl o Oppenheimerovi v roce 1943.
Po odchodu z armády se Pash stal šéfem východoevropské a SSSR divize v Quartermaster Technological Intelligence Agency. V roce 1961 přešel do zahraničního vědeckého a technologického centra armády Spojených států. Ze státní služby odešel v červnu 1963.
V důchodu vydal Pash v roce 1980 knihu The Alsos Mission, v níž vypráví o svých válečných zážitcích v Evropě. V roce 1981 proběhla soudní jednání k internacím japanoameričanů za druhé světové války. Pash byl jedním z mála žijících důstojníků, kteří byli předvedeni svědčit. Trval na tom, že nezákonné akce proti americkým občanům je třeba posuzovat v kontextu 40. let, a nikoli zpětně. V roce 1988 byl uveden do Síně slávy vojenské rozvědky.  Mezi jeho vyznamenání patřila Army Distinguished Service Medal,  Legion of Merit, Order of British Empire a Order of St . George. 
Byl jedním z mála bělogvardějců, kteří se dožili konce vlády komunistické strany v Rusku. Pash zemřel 11. května 1995 v Greenbrae v Kalifornii ve věku 94 let a byl pohřben na srbském hřbitově v Colmě v Kalifornii. Dokumenty z jeho činnosti jsou v Hooverově institutu na Stanfordově univerzitě.

## V populární kultuře
Ve filmu Oppenheimer režiséra Christophera Nolana z roku 2023 ztvárnil Pashe Casey Affleck.